# Drosophila koepferae
Drosophila koepferae är en tvåvingeart som beskrevs av Antonio Fontdevila och Marvin Wasserman 1988.

## Taxonomi och släktskap
D. koepferae ingår i släktet Drosophila och familjen daggflugor.
D. koepferae är nära besläktad med Drosophila serido och kan i laboratoriemiljö hybridisera, hannarna av dessa hybrider är sterila men honorna är fertila. Hybridisering mellan arterna tros inte ske i det vilda.

## Utbredning
Artens utbredningsområde är Argentina.